# Mahmoud Kahraba
Mahmoud Abdel-Moneim (Cairo, 13 de abril de 1994) é um futebolista egípcio que atua como meia-atacante. Atualmente joga pelo Al-Ahly.

## Carreira
Mahmoud Kharaba representou o elenco da Seleção Egípcia de Futebol no Campeonato Africano das Nações de 2017.

## Títulos
ENPPI
- Copa do Egito: 2010–11

Zamalek
- Copa do Egito: 2014–15, 2015–16
- Copa das Confederações da CAF: 2018–19
- Supercopa Saudita-Egípcia: 2018

Al-Ittihad
- Copa do Rei: 2018
- Copa da Coroa do Príncipe: 2017

Al-Ahly
- Campeonato Egípcio: 2019–20, 2022–23, 2023–24
- Copa do Egito: 2019–20, 2021–22, 2022–23
- Supercopa do Egito: 2022–23, 2023–24
- Liga dos Campeões da CAF: 2019–20, 2020–21, 2022–23, 2023–24
- Supercopa da CAF: 2021
- Copa África-Ásia-Pacífico da FIFA: 2024

Seleção Egípcia
- Campeonato Africano Sub-20: 2013

### Prêmios individuais
- Gol Africano do Ano (Prêmios CAF): 2023